# Alberto Lupo
Alberto Zoboli, connu sous le nom de scène d'Alberto Lupo, (né le 19 décembre 1924 à Gênes, et mort le 13 août 1984 à San Felice Circeo, dans la province de Latina) est un acteur italien.

## Filmographie

### Cinéma
- 1954 : Uomini ombra : Le narrateur
- 1955 : Ulysse (Ulisse)
- 1957 : L'ultima violenza : Mauri
- 1959 : Erode il grande : Aaron
- 1959 : Les Loups dans l'abîme (Lupi nell'abisso) de Silvio Amadio : Le radio télégraphiste
- 1959 : La Bataille de Marathon (La Battaglia di Maratona) : Milziade
- 1960 : Le Monstre au masque (Seddok, l'erede di Satana) : Prof. Alberto Levin
- 1961 : Il sicario de Damiano Damiani
- 1961 : Maciste dans la vallée des lions (Ursus nella valle dei leoni) : Ayak
- 1961 : Rocco e le sorelle
- 1961 : Thésée et le Minotaure (Teseo contro il minotauro) : Ciro
- 1961 : Les Bacchantes (Le Baccanti) : Pentheus
- 1962 : Zorro l'intrépide (Zorro alla corte di Spagna) : Miguel
- 1962 : Lasciapassare per il morto : Maurizio
- 1962 : Le Mercenaire (La congiura dei dieci) : Andrea Paresi
- 1962 : Rocambole contre services secrets (Rocambole) : Keller
- 1962 : La Nonne de Monza (La monaca di Monza) de Carmine Gallone : le juge
- 1963 : Tempo di Roma : Paolino
- 1963 : Défi à Gibraltar : Magri
- 1963 : La Porteuse de pain de Maurice Cloche: Étienne Castel
- 1963 : Drakut il vendicatore
- 1964 : Coriolano eroe senza patria : Escinio
- 1964 : El Kebir, fils de Cléopâtre (Il figlio di Cleopatra) : Octavian
- 1964 : Genoveffa di Brabante : Comte Sigfrido di Treviri
- 1964 : Hélène, reine de Troie (Leone di Tebe) : Menelao
- 1965 : Suspense au Caire pour A 008 (A008, operazione Sterminio) d'Umberto Lenzi : Frank Smith, agent 006
- 1965 : L'Extase et l'Agonie (The Agony and the Ecstasy) : Duc d'Urbino
- 1965 : Call-girls 66 (Le notti della violenza) : Commissaire Ferretti
- 1966 : Spiaggia libera : L'ingénieur
- 1966 : Django tire le premier (Django spara per primo) : Doc
- 1968 : Moi, je t'aime (Io ti amo) : Prince Tancredi di Castelvolturno
- 1980 : Action : Joe

### Télévision
- 1958 : Capitan Fracassa (Téléfilm) : Lampourde
- 1958 : Le avventure di Nicola Nickleby (Téléfilm) : Walter Bray
- 1959 : Il vicario di Wakelfield (Série TV)
- 1961 : Il caso Maurizius (Série TV)
- 1962 : I Giacobini (mini-série) d'Edmo Fenoglio (it) : Camille Desmoulins
- 1962 : Una tragedia americana (Série TV) : Procureur Ferren
- 1963 : Processo a Gesù (Téléfilm)
- 1963 : Le Belle Endormie (La bella addormentata) (Série TV)
- 1964 : Biblioteca di Studio Uno: I tre moschettieri (Téléfilm) : D'Artagnan
- 1964 : La cittadella (Série TV) : Andrew Manson
- 1965 : Resurezzione (Série TV) : Principal Dmitrij Nechljudov
- 1967 : Breve gloria di mister Miffin (Série TV) : Rick Milton
- 1970 : Un certo Harry Brent (Série TV) : Harry Brent
- 1971 : Come un uragano (Série TV) : John Clay
- 1976 : Esuli (Téléfilm) : Richard Rowan
- 1976-1977 : Chi? (Série TV) : Commissaire Serra
- 1982 : Tre colpi di fucile (Téléfilm)
- 1983 : L'Amante dell'orsa maggiore (Série TV) : Bolek